# Prima bătălie de la Springfield
Prima bătălie de la Springfield a fost o bătălie din Războiul Civil American care a avut loc pe 25 octombrie 1861, lângă Springfield, Missouri. În urma Bătăliei de la Wilson's Creek, Garda de Stat Missouri, o organizație de miliție proconfederate, a condus spre nord și a învins o Federală (Uniunea) în Asediul lui Lexington. În urma luptei de la Lexington, general-maiorul John C. Frémont a început o campanie care a condus în sudul Missouri. Corpul principal al Gărzii de Stat din Missouri a căzut înapoi în Neosho, dar un corp de aproximativ 1.000 de noi recruți comandați de colonelul Julian Frazier se afla la Springfield. Pe 24 octombrie, Frémont a trimis o forță ridicată ca gardă de corp comandată de Major Charles Zagonyi într-o misiune de cercetare către Springfield. După ce s-a alăturat unei forțe de cavalerie cunoscută sub numele de Cercetașii din Prairie la Bolivar, Zagonyi a mers mai departe spre Springfield pe 25 octombrie.
După ce a pierdut elementul surpriză într-o ciocnire cu un grup mic de gardieni de stat din Missouri, Zagonyi și-a ocolit oamenii către vest. În jurul orei 16:00, oamenii lui Zagonyi au întâlnit comanda lui Frazier. Gărzile de stat din Missouri ocupaseră o poziție defensivă pe o creastă parțial împădurită. Detaliile exacte ale bătăliei sunt necunoscute, dar oamenii lui Zagonyi au alungat trupele lui Frazier înainte de a intra în Springfield și de a se retrage spre nord în jurul timpului în care s-a lăsat întunericul. Raportul post-bătălie al lui Zagonyi a fost intenționat inexact și a fost conceput pentru a umfla contribuțiile propriilor trupe în detrimentul cercetașilor din Prairie. Acțiunea a realizat foarte puțin, iar trupele federale au ocupat din nou Springfield două zile mai târziu. Frémont a fost eliberat de comandă la începutul lunii noiembrie, iar succesorul său a anulat campania și s-a retras, permițând Gărzii de Stat din Missouri să reocupe Springfield, deși au fost alungați din Missouri la începutul anului 1862.

## Context
La începutul Războiului Civil American, a izbucnit un conflict între forțele Federale (Uniune) ale Statelor Unite și autoritățile de stat din Missouri. La 10 mai 1861, Generalul de brigadă Nathaniel Lyon a capturat o tabără de miliție trimisă de guvernatorul [[Claiborne Fox, pro-Confederate din Missouri Jackson]] în afacerea Camp Jackson. Jackson a răspuns creând o nouă forță de miliție pro-confederată, Garda de Stat Missouri  și l-a numit pe Sterling Price comandantul Gărzii. Price, Lyon și Jackson au participat la o întâlnire la Planter's House Hotel pe 11 iunie, la finalul căreia Lyon a declarat că a început o stare de război deschis. Lyon a început apoi o ofensivă care a preluat controlul asupra capitalei statului Jefferson City și a alungat Garda de Stat Missouri din Valea râului Missouri. Pentru o vreme, operațiunile federale din Missouri au făcut parte din competența Departamentului Ohio,, dar la 1 iulie Departamentul de Vest, care includea Missouri, a fost creat și plasat sub conducerea comanda General-maior John C. Frémont două zile mai târziu.
Frémont a sosit în Missouri pe 25 iulie. A adus cu el o serie de ofițeri născuți în străinătate, dintre care unul era Maghiar Charles Zagonyi, care a recrutat o unitate de cavalerie destinată să servească ca gardă de corp pentru Frémont. În timp ce Frémont sa concentrat asupra evenimentelor din apropiere Cairo, Illinois, Lyon a operat în sud-vestul Missouri. Pe 10 august, Lyon a fost ucis, iar armata sa învinsă în timp ce lupta cu o forță mixtă a Armata Statelor Confederate și a Gărzii de Stat din Missouri la Bătălia de la Wilson's Creek.29}} În timp ce forțele confederate s-au întors în Arkansas după Wilson's Creek, Price și-a mutat miliția la nord, în orașul Missouri River Lexington. Răspunsul lui Frémont la incursiunea lui Price a fost ineficient, iar Asediul Lexington s-a încheiat cu o capitulare federală pe 20 septembrie.{ {sfn|Parrish|2001|p=35}}
Ca răspuns la căderea orașului Lexington, Frémont a dezvoltat un plan ofensiv nerealist care a implicat o tracțiune până la New Orleans, Louisiana.{{sfn|Gerteis|2012|pp=116–117} } Forța lui l-a depășit numeric pe Price cu aproximativ 38.000 de oameni până la 18.000 de oameni. În timp ce trupele federale se adunau la Georgetown, Missouri, Price a căzut înapoi, urmărit de armata lui Frémont. Pe 20 octombrie, oamenii lui Price au ajuns în Neosho, Missouri, în timp ce la mijlocul lunii octombrie, Frémont a ajuns la Pomme de Terre River. O parte din înaintarea lui Frémont fusese maiorul Frank J. White și cercetașii săi din Prairie, o forță de cavalerie formată din două companii ale [ [Regimentul 3 de cavalerie Illinois]] și unul din Regimentul 23 de infanterie Illinois.

## Bătălia
Pe măsură ce înaintarea se apropia de Springfield, Missouri, unitatea de gardă a corpului a condus ofensiva. Spre 24 octombrie, Zagonyi și Garda de Corp au părăsit tabăra pentru a se îndrepta spre Springfield. Ajuns la Bolivar a doua zi, Zagonyi și-a unit forțele cu Cercetașii din Prairie, deși White era bolnav și l-a urmat într-o trăsură. Apărarea Springfield a fost o colecție de noi recruți ai Gărzii de Stat din Missouri, comandați de Colonelul Julian Frazier. Istoricul Louis Gerteis afirmă că Frazier avea o forță efectivă de aproximativ 1.000 de oameni prost înarmați și antrenați,, deși Zagonyi credea că se confrunta cu 2.000 până la 2.200 de soldați inamici. Zagonyi a condus aproximativ 300 de oameni în mișcarea sa. În timp ce încă 8 mile (13 km) distanță de Springfield, federalii au dat peste cap un mic grup de polițiști de stat din Missouri, dintre care unul a evadat înapoi la Springfield pentru a da un semnal de alarmă. Cu elementul surpriză pierdut acum pentru un atac dinspre nord, Zagonyi și-a întors trupele pentru a se apropia de Springfield dinspre vest. Neștiind că Zagyoni și-a schimbat cursul, White a sosit mai târziu din nord și a fost capturat.
În jurul orei 16:00, cavaleria federală a întâlnit poziția lui Frazier, care se afla pe creasta parțial împădurită. La nord de poziția Gărzii de Stat Missouri era un drum, la sud. era o alee cu garduri de-a lungul laturilor, iar în fața ei era Crane Creek. Zagonyi și-a aliniat oamenii pentru o acuzare și, potrivit istoricului Robert E. Miller, Zagonyi le-a spus oamenilor săi că oricine nu vrea să participe la atac va fi scuzat. Miller mai afirmă că Zagonyi a dat drept cuvânt de ordine „Fremont and the Union”,, deși istoricul Stephen Z. Starr nu crede că afirmația lui Zagonyi ar fi folosit acest strigăt de luptă.
Scriind logodna care a urmat, Starr afirmă că „Adevărul a ceea ce s-a întâmplat în Springfield în această zi de octombrie este pierdut dincolo de recuperare”,, iar Miller notează că relatarea lui Zagonyi despre acțiune a fost intenționat inexact pentru a-și glorifica trupele pe cheltuiala Cercetașilor din Prairie. Gerteis descrie succesiunea bătăliei drept oamenii lui Zagonyi, însoțiți de [[căpitan (Statele Unite)|căpitan] ] Patrick Naughton și Cercetașii din Prairie, distrugând un gard pentru a face o cale pentru încărcarea lor în timp ce erau sub focul Gărzii de Stat din Missouri, cu atacul împingând cavaleria lui Frazier în Springfield și infanteriei lui Frazier în unele păduri. Gerteis îi pune apoi pe oamenii lui Zagonyi să-i urmărească pe străzile din Springfield, iar Zagonyi își adună oamenii împrăștiați înainte de întuneric, hotărând că nu are suficienți oameni pentru a ține orașul și apoi retrăgându-se înapoi spre nord. Relatarea bătăliei făcută de Miller are două companii care se încarcă cu Zagonyi printr-un gol din gard, în timp ce o altă companie comandată de un căpitan Foley a trebuit să dărâme o parte din gard pentru a ataca. Apoi, Miller îl respinge pe Foley într-o încărcare, coloana lui Zagonyi alungând cavaleria lui Frazier, dar apoi fiind respinsă de infanterie, iar o a treia încărcătură alungă pe gardieni. Conform relatării lui Miller, gardienii au fugit spre Neosho, cu oamenii lui Zagonyi intrând în Springfield, dar retrăgându-se spre nord spre Bolivar la întuneric, după ce și-au abandonat răniții. Istoricii Phillip W. Steele și Steve Cottrell descrie bătălia ca pe o încărcare nereușită a lui Zagonyi, urmată de o a doua reușită, iar apoi federalii urmărind pe gardieni atât prin Springfield, cât și prin zonele rurale din jur.
Zagonyi a susținut după bătălie că Cercetașii din Prairie nu au participat la încărcare, dar raportul oficial al Cercetașilor din Prairie afirmă că două companii ale acelei unități au luptat sub comanda căpitanului Charles Fairbanks lângă spatele Gărzii de Stat din Missouri și au făcut trei [[atacuri de flancare] ]s împotriva liniei lui Frazier. Dovezile indică, de asemenea, că compania lui Naughton se luptă cu Foley, iar Foley a raportat că o parte din Cercetașii din Prairie au luptat cu comanda lui în locul celor două companii ale lui Zagonyi din cauza unei neînțelegeri. Raportul lui Zagonyi, de asemenea, a susținut că a ridicat un steagul Statelor Unite în Springfield, dar Miller observă că există dovezi care sugerează că acest lucru este inexact.

## Consecinte
Zagonyi a recunoscut că au pierdut 15 morți, 27 răniți și 10 dispăruți în acțiune. O relatare după război scrisă de ofițerul confederat William Preston Johnston a susținut că Frazier a pierdut doar doi sau trei bărbați. Miller notează existența unei afirmații federale conform căreia Missouri Missouri Garda de Stat a pierdut cel puțin 116 oameni. Steele și Cottrell afirmă că Body Guards au suferit 53 de victime, iar Prairie Scouts 31. Raportul oficial al lui Zagonyi susținea că cel puțin 106 paznici au fost morți, dintre care 27 au fost capturați și mai mulți răniți; raportul mai afirma că 45 de cai au fost uciși sau incapacitati în timpul acțiunii, că armele bărbaților au fost „grav deteriorate” de focul inamicului și că uniformele și hainele de rezervă ale trupelor federale au fost „atât de ciuruite de gloanțe încât să fie inutil". Conservatorul Frances E. Kennedy plasează pierderile federale la 85 și pierderea lui Frazier la 133. Lupta a realizat foarte puțin,, dar a fost sărbătorită în presa federală și cunoscută drept „moartea lui Zagonyi- atac". George Boker a scris o poezie despre asta, iar Frémont a comparat acțiunea cu Charge of the Light Brigade. Trupele federale au ocupat Springfield la două zile după bătălie.
Anterior, Frémont a supărat guvernul federal cu Emanciparea Frémont,, iar problemele politice i-au obținut campania. Acuzațiile de grefare a contractantului în timpul mobilizării armatei sale, opoziția susținătorilor lui Francis Preston Blair Jr. și un raport negativ al Adjutantului General al Armatei SUA Lorenzo Thomas au înrăutățit situația pentru Frémont. El a fost eliberat de la comandă la începutul lunii noiembrie, și înlocuit de generalul-maior [ [David Hunter]]. Hunter a anulat ofensiva lui Frémont și s-a retras din Springfield, permițându-i lui Price să reocupe orașul. La aproximativ o săptămână după ce a preluat comanda, Hunter a fost reatribuit în Kansas și înlocuit de generalul-maior Henry W. Halleck. O ofensivă federală a condus la începutul anului 1862. Price a ieșit din Missouri și Bătălia de la Pea Ridge din martie 1862 a asigurat controlul federal asupra Missouri. Frémont și Zagonyi au fost repartizați la est la ceea ce este acum Virginia de Vest și a luptat în campania Jackson's Valley. Zagonyi a părăsit serviciul militar activ la sfârșitul lunii iunie 1862. În parcul Zagonyi din orașul Springfield se află un monument din 1931 care comemorează acuzația, deși acuratețea textului de pe monument a fost contestată.

## Referinte
- Brooksher, William Riley (2000) [1995]. Bloody Hill: The Civil War Battle of Wilson's Creek. Lincoln, Nebraska: Potomac Books. ISBN 978-1-57488-205-6.
- Gerteis, Louis S. (2012). The Civil War in Missouri. Columbia, Missouri: University of Missouri Press. ISBN 978-0-8262-1972-5.

Format:Cite Kennedy 1998
- Miller, Robert E. (1982). „Zagonyi”. Missouri Historical Review. 76 (2): 174–192.
- Parrish, William E. (2001) [1973]. A History of Missouri. III: 1860 to 1875. Columbia, Missouri: University of Missouri Press. ISBN 0-8262-1376-6.
- Starr, Stephen Z. (1985). The Union Cavalry in the Civil War. III: The War in the West, 1861–1865. Baton Rouge, Louisiana: Louisiana State University Press. ISBN 0-8071-1209-7.
- Steele, Phillip W.; Cottrell, Steve (1993). Civil War in the Ozarks. Gretna, Louisiana: Pelican. ISBN 0-88289-988-0.
- The War of the Rebellion: A Compilation of the Official Records of the Union and Confederate Armies. 3. Washington, D.C.: United States Government Printing Office. 1881. OCLC 262466842.

Format:Missouri în războiul civil